# Fetra Ratsimiziva
Manantsara Fetra Nantenaina Ratsimiziva (ur. 5 sierpnia 1991 w Antananarywie) – madagaskarski judoka.
W 2011 wywalczył brązowy medal na igrzyskach afrykańskich w wadze do 81 kg, a także zdobył srebro mistrzostw Afryki w tej samej wadze.
W 2012 wystąpił na igrzyskach olimpijskich. Był jednym z trzech sportowców z Madagaskaru, który zakwalifikował się na igrzyska bez otrzymywania dzikiej karty. Wystartował w kategorii do 81 kg. Rozpoczął rywalizację od drugiej rundy, w której przegrał z Argentyńczykiem Emmanuelem Lucentim 0001-1000. Był chorążym reprezentacji Madagaskaru na tych igrzyskach.
W 2013 odpadł w ćwierćfinale igrzysk frankofońskich oraz w drugiej rundzie uniwersjady.